# Whitestreet Green
Whitestreet Green ist ein Weiler in der Gemeinde Polstead, im District Babergh in der Grafschaft Suffolk, England. Es verfügt über 4 denkmalgeschützte Gebäude, darunter Green Farmhouse, Old Bakers, The Cottage und 4, Whitestreet Green.